# Petit Trianon
Petit Trianon (Lilla Trianon) är ett lustslott i trädgårdarna kring slottet i Versailles i Versailles utanför Paris, Île-de-France, Frankrike. 

## Historik
Petit Trianon ligger i samma park som lustslottet Grand Trianon (Stora Trianon). 
Det ritades av arkitekt Ange-Jacques Gabriel och uppfördes på order av kung Ludvig XV åren 1762-68 för kungens mätress madame de Pompadour, men hon avled innan det var färdigt och hann aldrig använda det. Det användes däremot av kungens andra mätress, madame du Barry. 
Slottet gavs 1774 i gåva av kung Ludvig XVI till hans gemål Marie-Antoinette och blev hennes privata tillflyktsort undan hovetiketten, där hon umgicks med sina privata vänner. Invid Petit Trianon lät drottning Marie-Antoinette uppföra Hameau de la reine (drottningens by) 1787. 

### Idag
Petit Trianon är öppet som museum för allmänheten. 

## Galleri

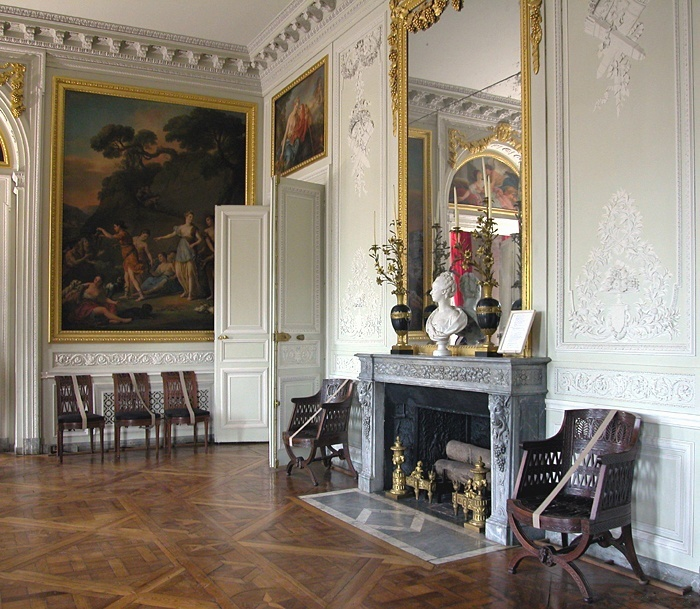
Matsalen
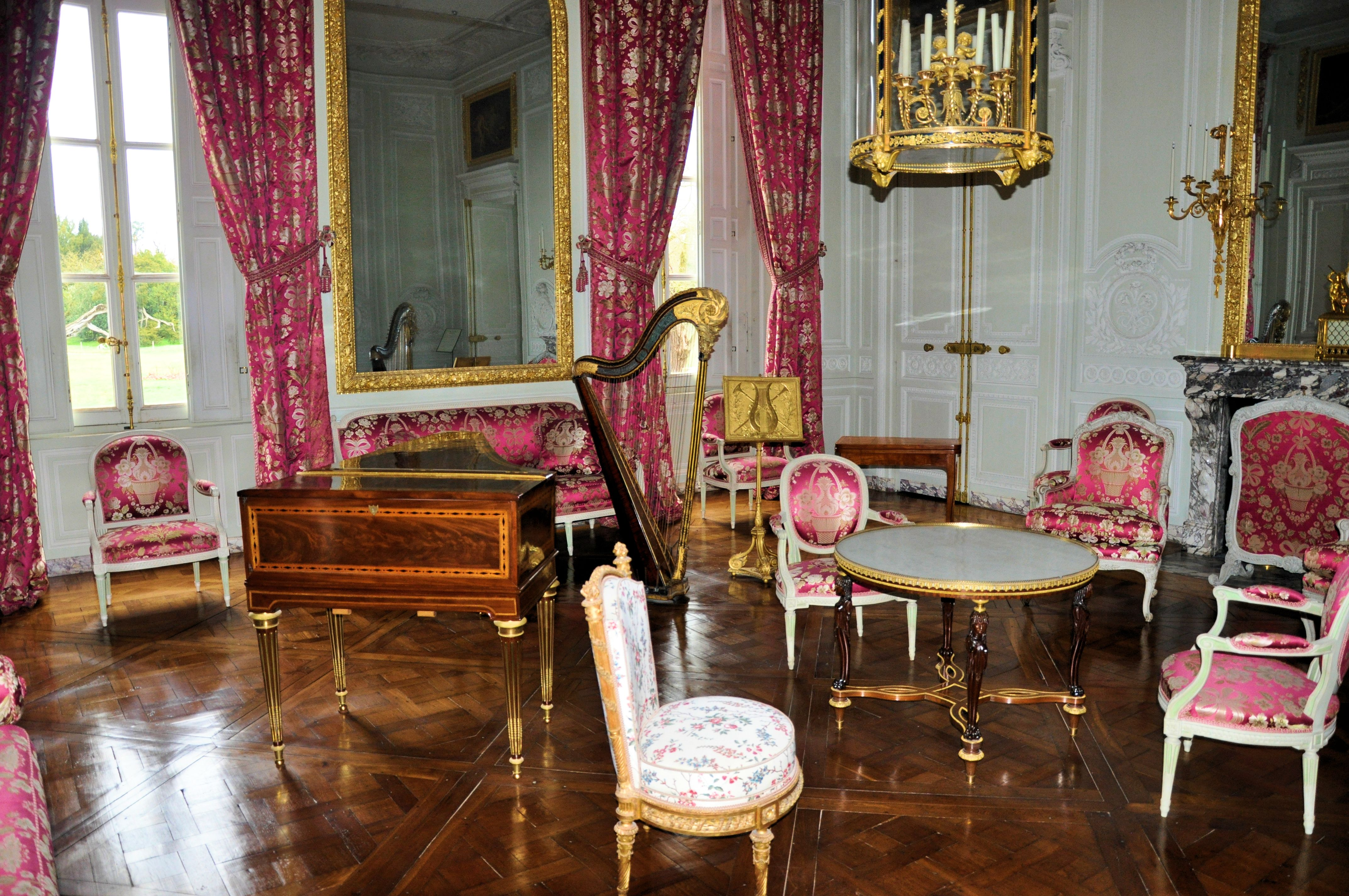
Salong.
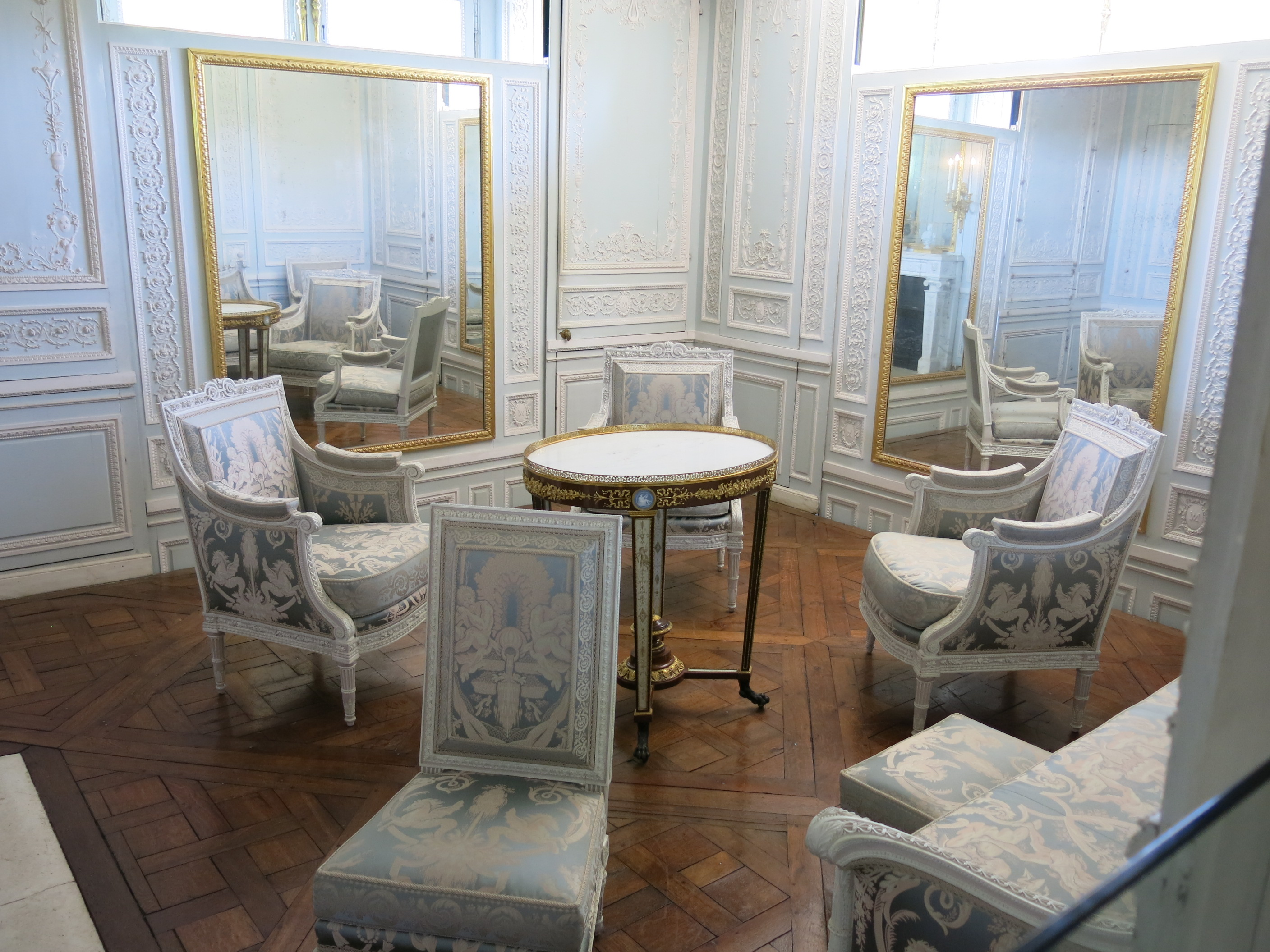
Cabinet des glaces.
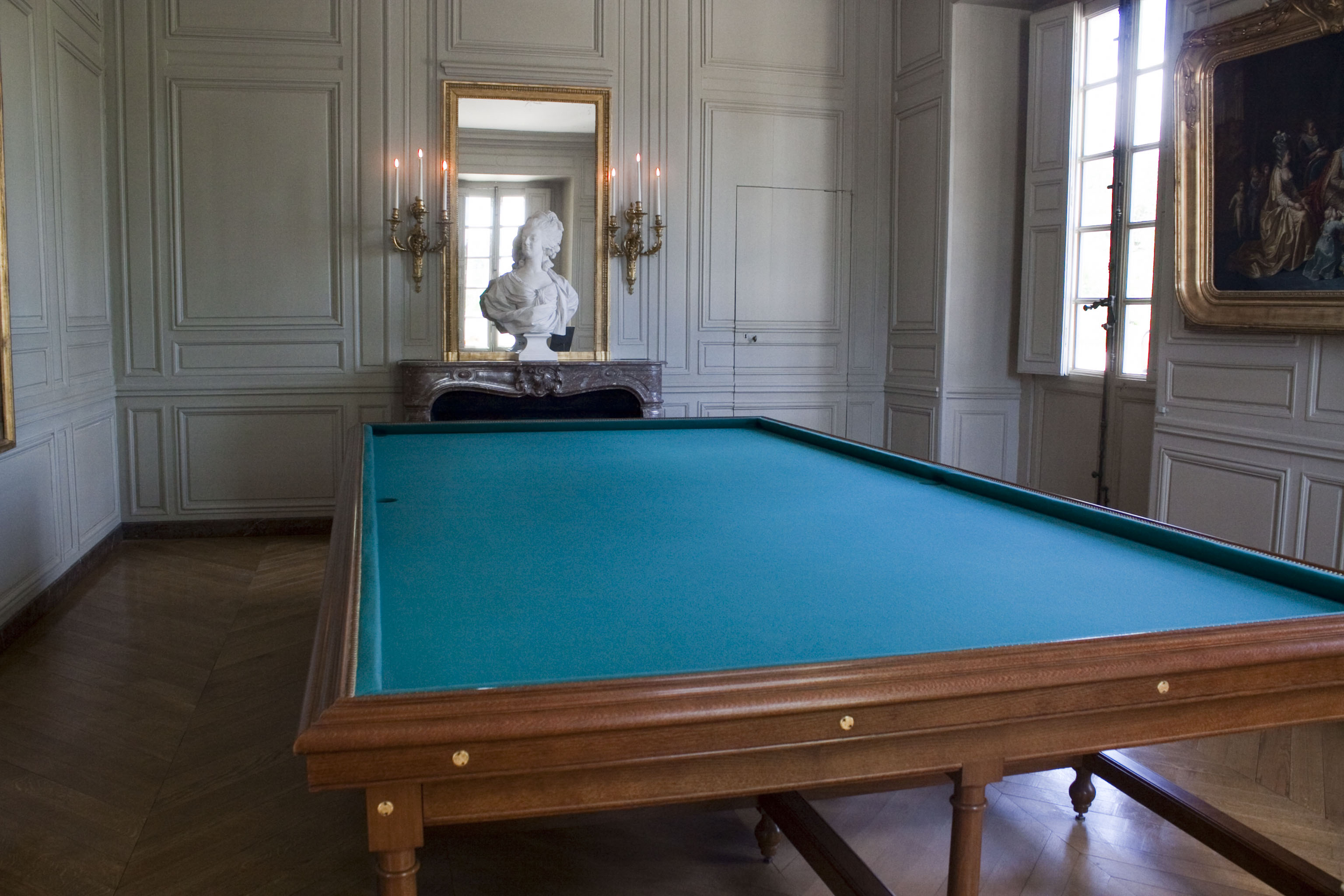
Biljardrummet.
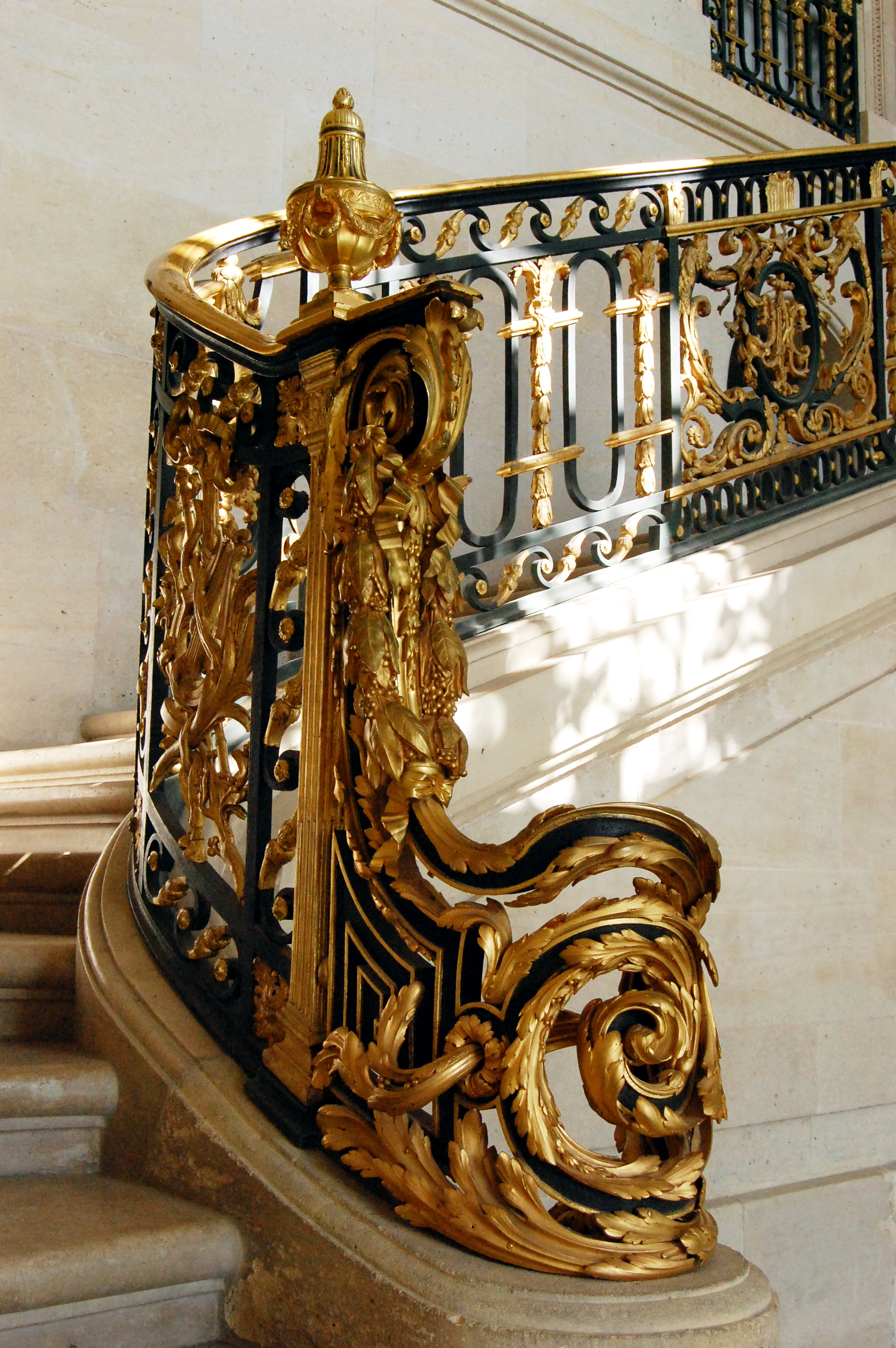
Trappan.
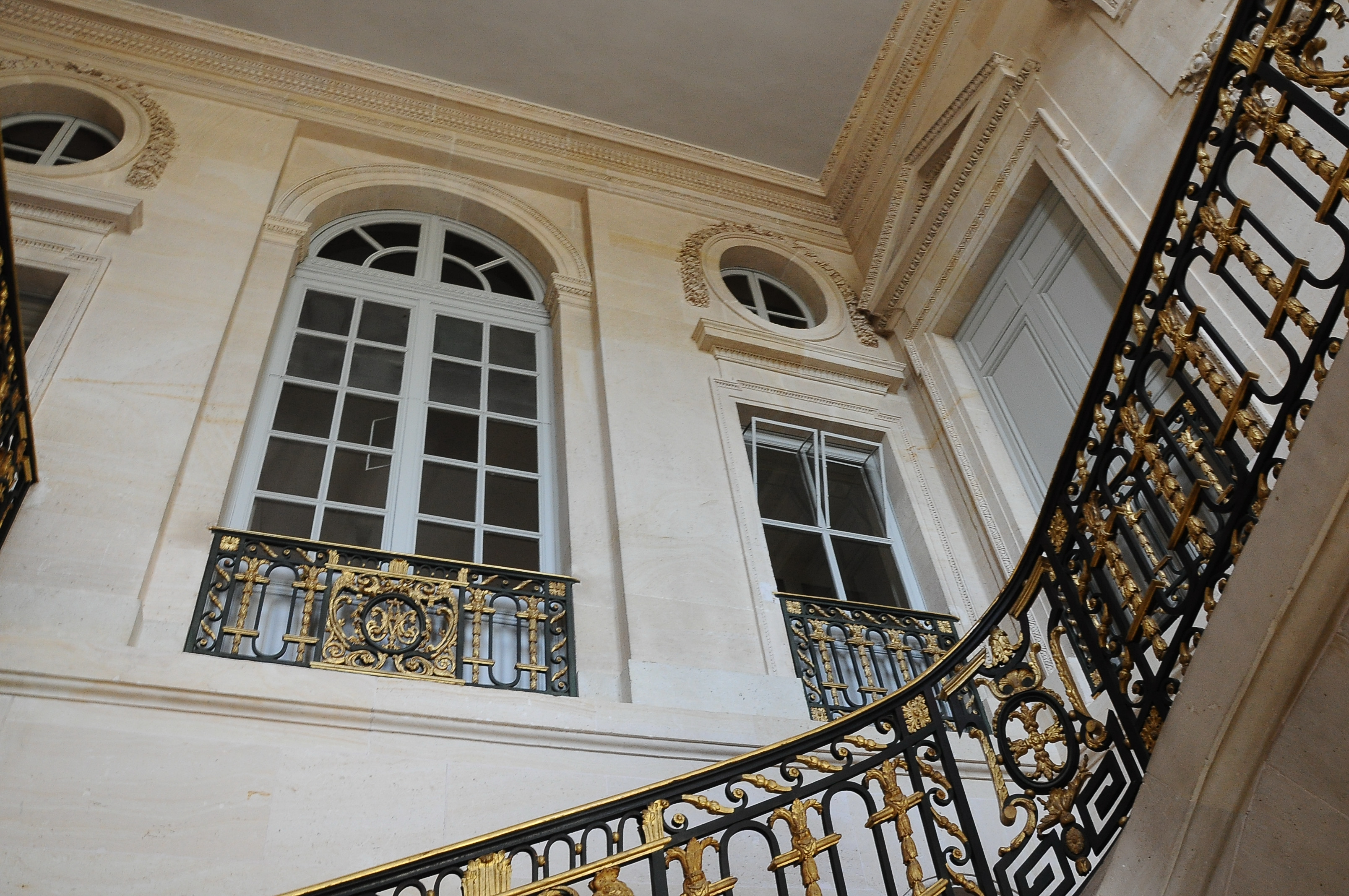
Stora trapphallen.
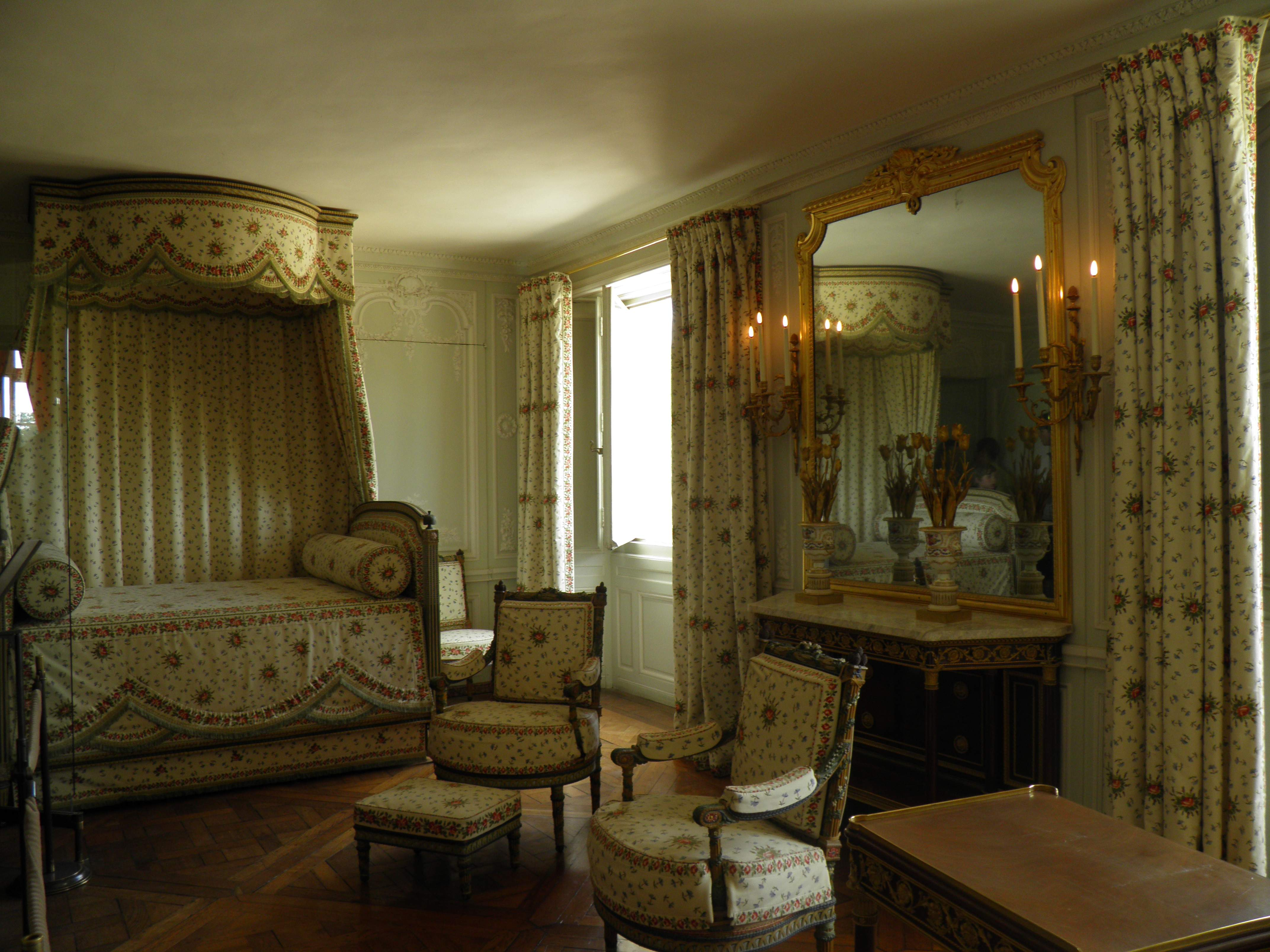
Marie Antoinettes sovrum.
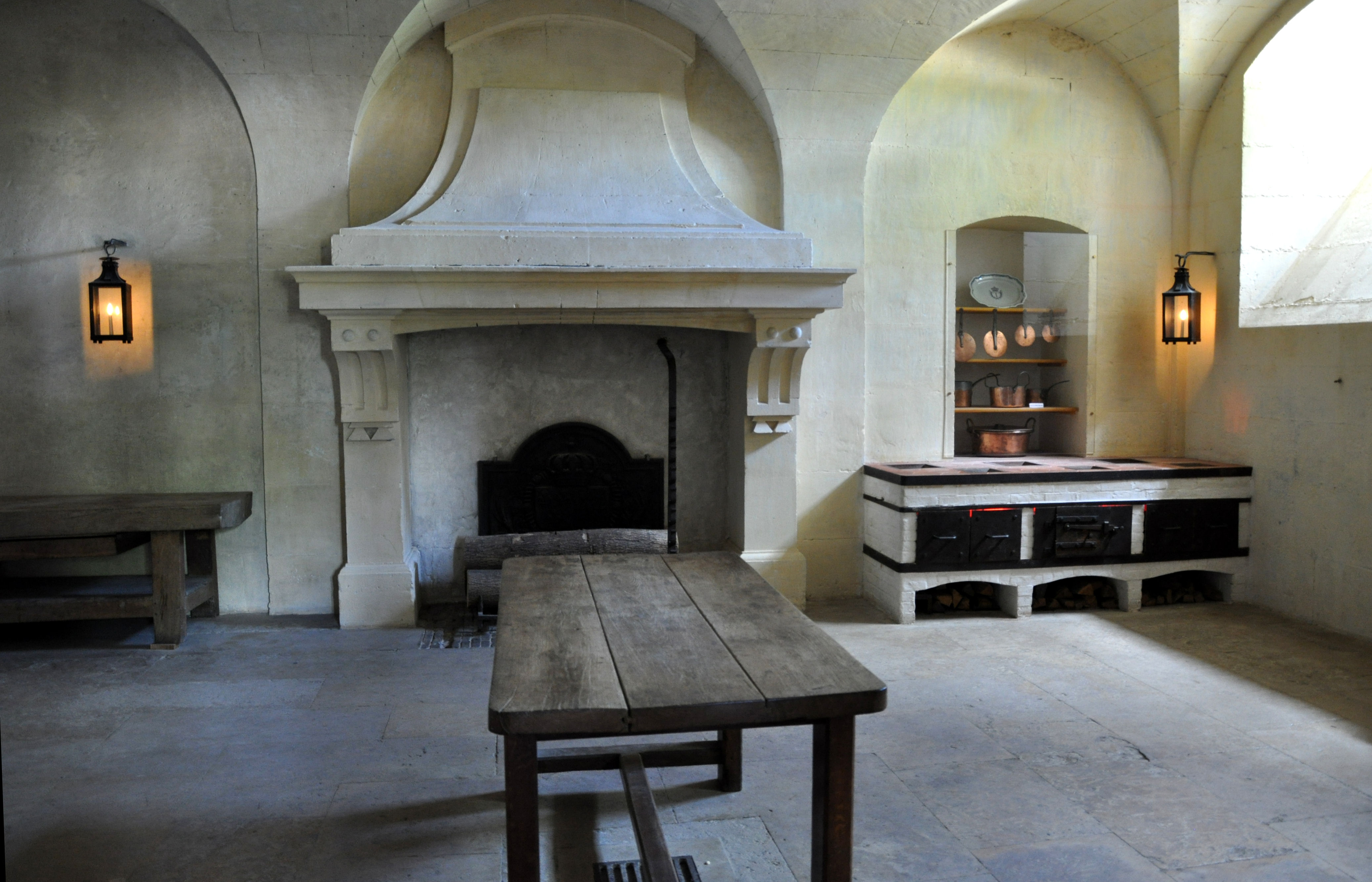
Köket i slottets källare.
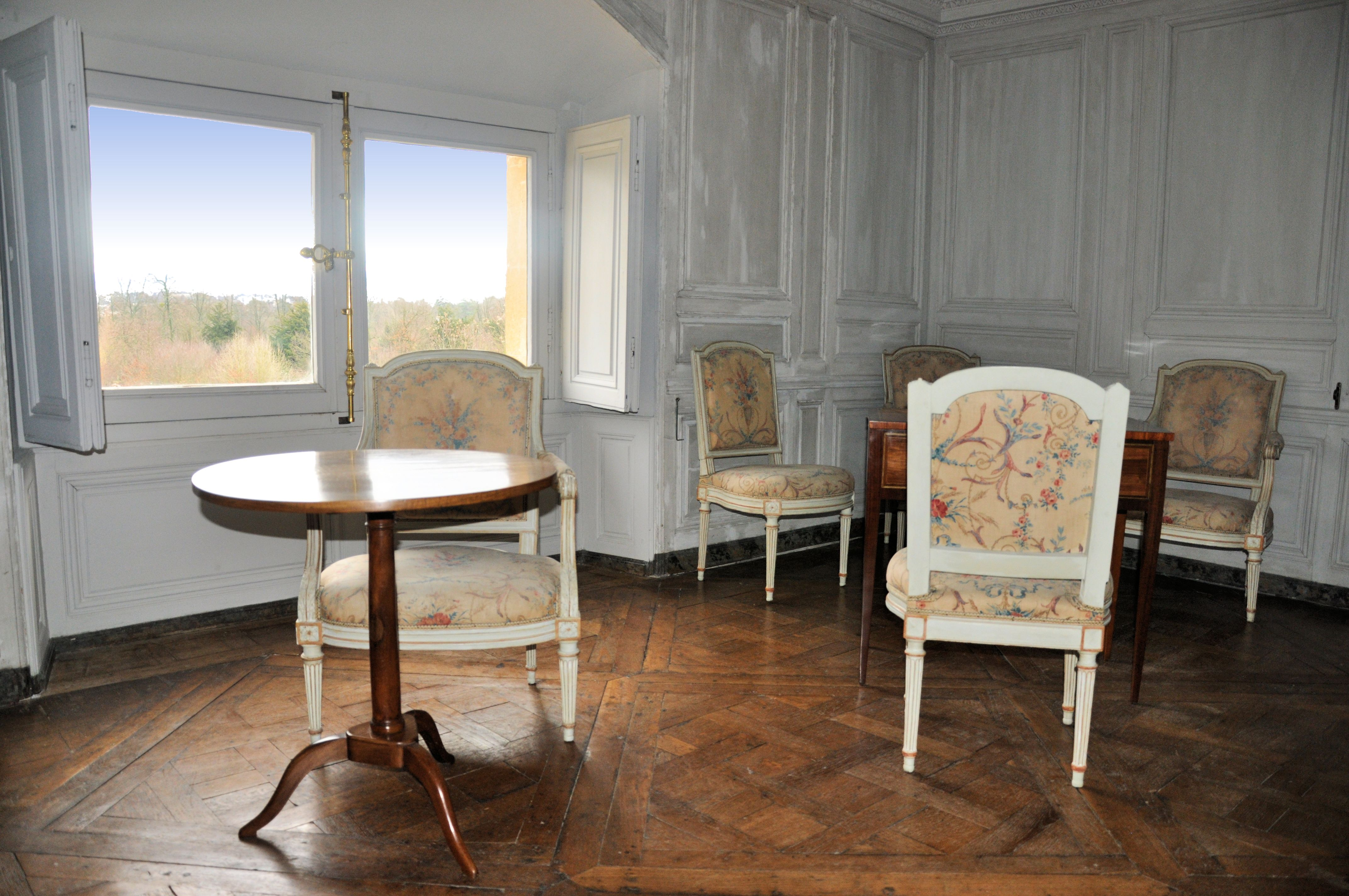
Kammarjungfruns rum på husets vindsvåning.
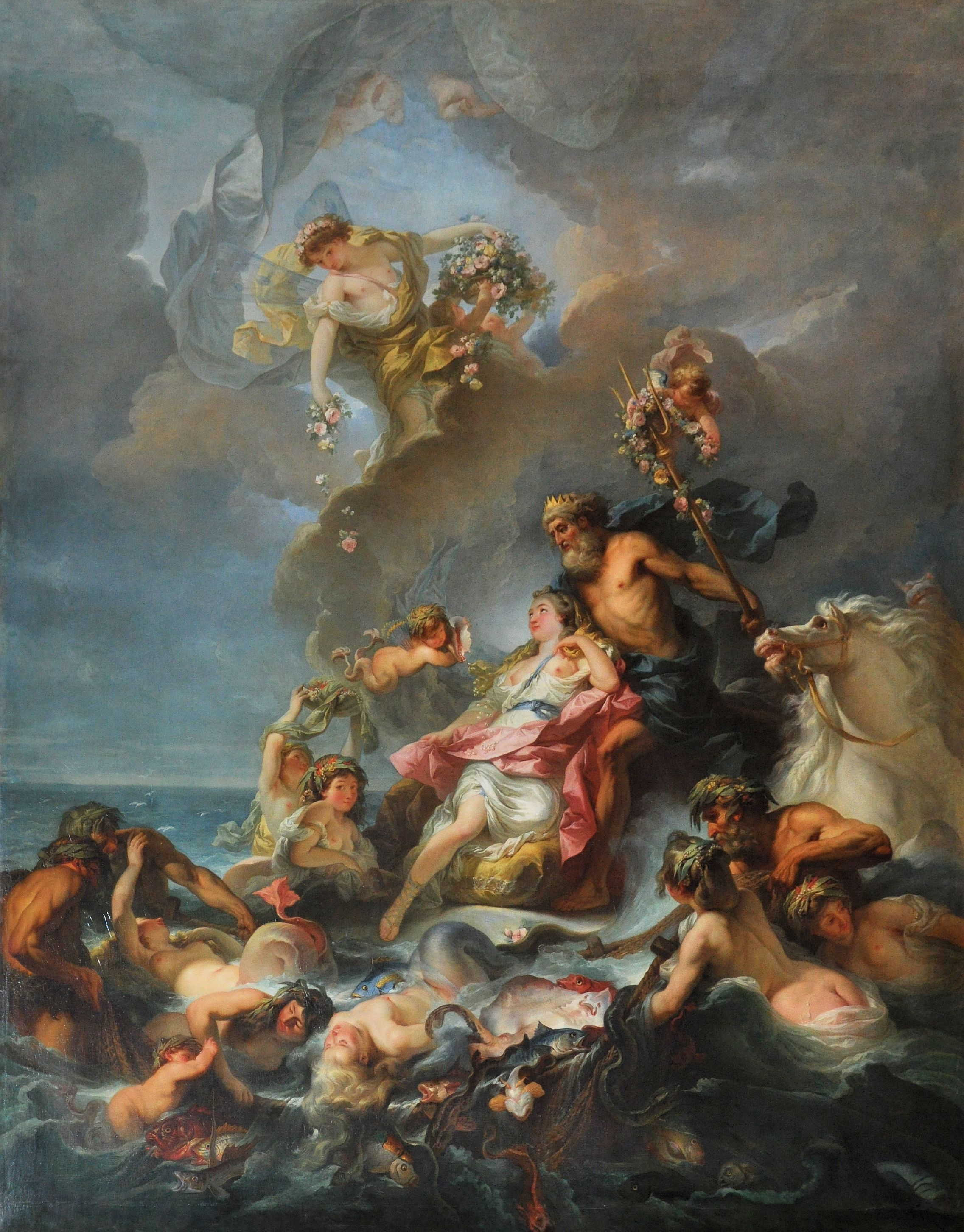
Gabriel Doyen - Triomphe d'Aphitrite ou la Pêche - 1768